# Ḩasū Kandī
Ḩasū Kandī (persiska: حَسو كَندی, حسو کندی) är en ort i Iran.   Den ligger i provinsen Västazarbaijan, i den nordvästra delen av landet, 600 km väster om huvudstaden Teheran. Ḩasū Kandī ligger 1 346 meter över havet och antalet invånare är 206.
Terrängen runt Ḩasū Kandī är huvudsakligen kuperad, men åt nordost är den platt. Ḩasū Kandī ligger nere i en dal. Runt Ḩasū Kandī är det ganska tätbefolkat, med 185 invånare per kvadratkilometer. Närmaste större samhälle är Urmia, 18,5 km norr om Ḩasū Kandī. Trakten runt Ḩasū Kandī består till största delen av jordbruksmark.